# Roland Alberg
Roland Alberg est un footballeur international surinamien né le 6 août 1990 à Hoorn. Il joue au poste d'attaquant.

## Biographie
Roland Alberg commence sa carrière professionnelle à l'Excelsior Rotterdam. Avec ce club, il dispute 34 matchs en Eredivisie et 16 en Eerste divisie.
Lors du mois de janvier 2013, il rejoint le championnat turc et le club d'Elazığspor.